# Сита Тхакурани
Си́та Тхакура́ни (IAST: Sita Ṭhākurāṇī) — кришнаитская святая и гуру, главная жена одного из основоположников традиции гаудия-вайшнавизма Адвайты Ачарьи. Почитается кришнаитами как воплощение Лакшми. Жила в Бенгалии в XV—XVI веках.